# Брстовець
Брстовець (словен. Brstovec) — поселення в общині Семич, регіон Південно-Східна Словенія, Словенія.